# 堀江実
堀江 実（ほりえ みのる、1980年 - ）は、日本の映画監督。

## 略歴
1980年、東京都江東区生まれ、千葉県市川市で育つ。早稲田大学第二文学部表現・芸術系専修卒業。高校時代より映画を志し、大学在学中は映画監督・柳町光男に学ぶ（柳町光男はこのときの体験をもとに映画『カミュなんて知らない』を監督）。2003年、長谷川和彦の助監督候補に選出され、以降数年に渡って劇映画『連合赤軍』の脚本執筆に参加。20代半ばより、本格的に映画制作を開始し、初監督作品『熊になる』、自身のルーツである千葉県南房総市を根拠地として自らも出演した『みずち』を完成。その後、首くくり栲象との出会いを契機として、ドキュメンタリー映画の分野に進出する。

## 映画
- 熊になる（2008年） - 監督・脚本
- みずち（2013年） - 出演・監督・脚本 [2][3]
- 首くくり栲象の庭（2016年、ドキュメンタリー） - 監督・撮影・編集[4][6][7][8][9]
- 黒沢美香&ダンサーズ 稽古ドキュメント2017（2018年、ドキュメンタリー） - 監督・撮影・編集 [10]
- Kと流刑地（2019年、ドキュメンタリー） - 監督・撮影・編集 [11]
- The Making of サマースプリング（2019年、ドキュメンタリー） - 監督・撮影・編集
- ヤモリのゆくえ（2022年、ドキュメンタリー） - 監督・撮影・編集
- イバラ・夜の祈り（2023年） - 監督・撮影・編集[12][13]